# Due di noi - The Beatles
Due di noi - The Beatles (Two of Us) è un film TV del 2000, scritto da Mark Stanfield e diretto da Michael Lindsay-Hogg, che racconta dell'incontro avvenuto nel 1976 a New York fra John Lennon e Paul McCartney, sei anni dopo lo scioglimento dei Beatles, e della sera in cui Lorne Michaels, in diretta nel corso della trasmissione televisiva Saturday Night Live, offrì 3 000 dollari ai Beatles per riunirsi. Il titolo originale è un riferimento alla canzone dei Beatles Two of Us, contenuta nel loro ultimo album Let It Be.
In Italia il film è stato distribuito solo per il mercato home video il 21 gennaio 2003.

## Trama
New York City, 1976: Paul McCartney si reca al Dakota Building a trovare John Lennon. Paul è ancora ai vertici del business musicale, al numero 1 in classifica con la sua nuova band, i Wings. John invece si è ritirato dalle scene, preferendo crescere il figlio Sean nato da poco. Circolano voci di un'imminente reunion dei Beatles che si esibiranno in concerto. Paul, da consumato entertainer, è intrigato dalla possibilità. Ma John, che sta ancora combattendo con i propri demoni interiori, è invece contento che la Beatlemania appartenga al passato. Nonostante i loro contrasti, i due riscoprono di avere ancora molto in comune e che il loro legame non sparirà mai.

## Produzione
Jim DeRogatis intervistò Michael Lindsay-Hogg circa il suo coinvolgimento nel film. Il regista disse che era rimasto impressionato dal copione e quindi aveva accettato di imbarcarsi nel progetto:
(Michael Lindsay-Hogg)
Sulla sceneggiatura inoltre aggiunse: «Mark Stanfield è un bravo scrittore e un fan dei Beatles molto esperto [...] Alcune cose furono aggiunte dagli attori perché molto bravi, ma Mark scrisse dei veri personaggi al posto di stereotipi o caricature».
Nel corso di un'altra intervista, Stanfield discusse la scelta di scrivere un racconto di fantasia su persone reali: «Non ci ho pensato molto. Certamente è già stato fatto prima, in film come Melvin and Howard , o più recentemente, Shakespeare in Love, del resto».
Il supervisore tecnico del film (e storico dei Beatles), Martin Lewis, condusse approfondite ricerche in materia, cercando di attenersi il più possibile ai fatti reali.
Per prepararsi al ruolo di Paul McCartney, Aidan Quinn si recò a Liverpool insieme all'attore Ian Hart (che aveva interpretato John Lennon nel film del 1994 Backbeat - Tutti hanno bisogno di amore). Lì, visitò vari luoghi legati all'infanzia di McCartney, tra i quali anche la casa natale di Paul.
In un'intervista datata 18 aprile 2004, Quinn parlò della reazione di McCartney alla visione del film: «Subito dopo la fine delle riprese del film, andai in vacanza e Paul McCartney si trovava per caso nello stesso posto. Ci incontrammo e diventammo quasi amici. Successivamente, egli vide il film e fortunatamente gli piacque. Sarebbe stato orribile se lo avesse odiato».

## Distribuzione
Il film venne trasmesso per la prima volta negli Usa dal canale Tv VH1 il 1º febbraio 2000.
In Italia venne trasmesso per la prima volta (doppiato) sul canale TELE+ il 6 luglio 2001.

## Colonna sonora
La colonna sonora originale del film composta da David Schwartz non include nessuna canzone dei Beatles e neppure nessun brano tratto dalle carriere soliste di Lennon e McCartney, a causa dei troppo elevati costi per l'utilizzo. A tal proposito il critico Jim DeRogatis fece notare: "il film era quasi finito prima che mi rendessi conto della mancanza della musica dei Beatles [...] Tale è la nostra saturazione in tutte le cose legate ai Beatles che la loro musica effettiva non ci manca nemmeno nel film. E forse questo dovrebbe dirci qualcosa su come tornare a quello che conta davvero nell'eredità di questo gruppo".